# بييير جون جورج كبانيس
بييير جون جورج كبانيس (بالفرنسية: Pierre Jean George Cabanis) (و. 1757 – 1808 م) هو سياسي، وكاتب، وطبيب، وفيلسوف، ورياضياتي فرنسي، وكان عضوًا في أكاديمية اللغة الفرنسية (منذ 28 يناير 1803)، توفي عن عمر يناهز 51 عاماً.

## مناصب
تولى منصب نائب فرنسي، وmember of the Sénat conservateur ‏.

## جوائز
حصل على جوائز منها:
- وسام جوقة الشرف من رتبة قائد.

## روابط خارجية
- بييير جون جورج كبانيس على موقع الموسوعة البريطانية (الإنجليزية)